# 1.ª Flotilha de Submarinos
A 1ª Flotilha de Submarinos (em sueco: Första ubåtsflottiljen; também designado pela sigla 1. ubflj) é uma unidade de combate da  Marinha da Suécia , estacionada em Karlskrona, uma cidade do sul do país, localizada junto ao Mar Báltico.
A missão principal desta unidade é obter informação sobre outros navios ou atividades navais através de sonar, periscópio e radar.
Dispõe também de torpedos que podem ser usados contra objetivos inimigos.
Tem permanentemente um submarino preparado para missões internacionais.
Dispõe também de navio e minissubmarino de socorro em profundidade e de resgate de submarinos e tripulações em perigo, assim como de navios de reconhecimento de sinais e de uma unidade de transporte marítimo. 
O seu pessoal é constituído por 350 efetivos, incluindo oficiais profissionais, militares em serviço permanente e funcionários civis.

## Submarinos
A 1ª Flotilha de Submarinos dispõe de 4 submarinos:

- HMS Gotland (Classe Gotland)
- HMS Halland (Classe Gotland)
- HMS Uppland (Classe Gotland)
- HMS Södermanland (Classe Södermanland)

E ainda de dois navios de salvamento de submarinos:
- HMS Belos - Navio de socorro submarino, dispondo de minissubmarino de resgate, câmara de descompressão, sistema de posicionamento dinâmico e plataforma para helicópteros. [5]
- URF - Minissubmarino de resgate com capacidade para resgatar 35 tripulantes de submarino afundado. [6]

Em março de 2015, o governo da Suécia anunciou a encomenda de dois novos submarinos do tipo A26, equipados com tecnologia furtiva, à empresa sueca Saab Kockums.

## Galeria

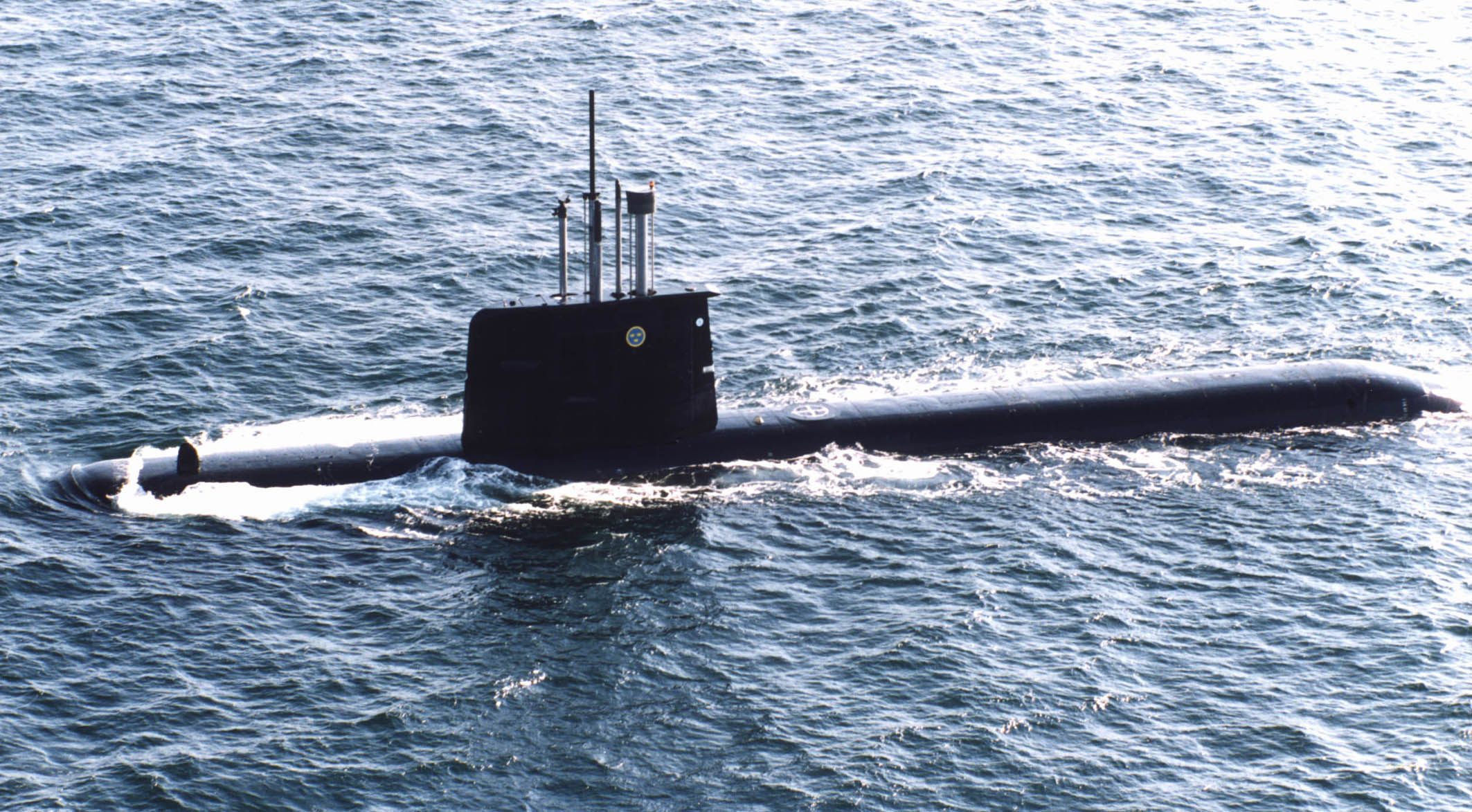
HMS Gotland
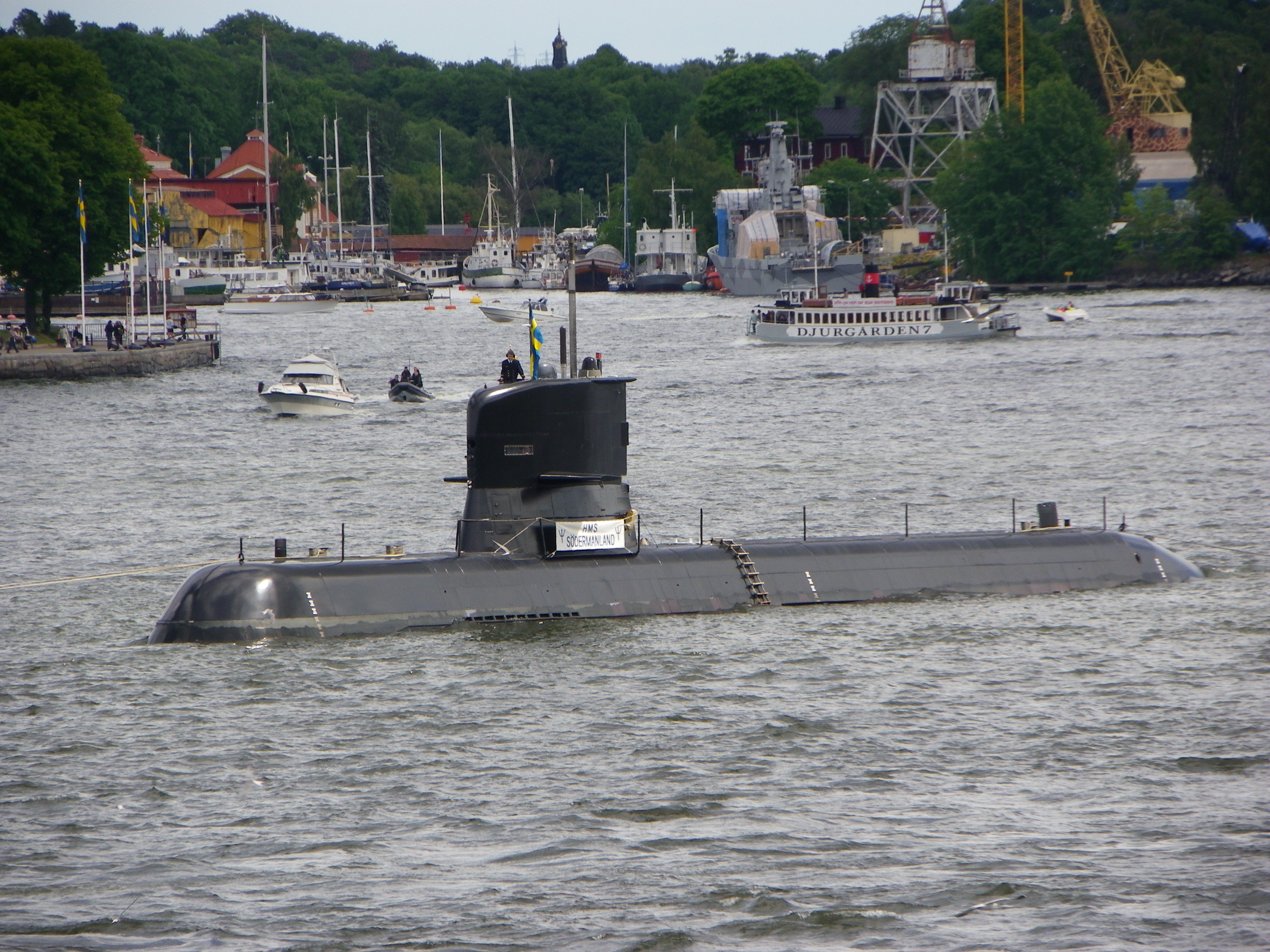
HMS Södermanland
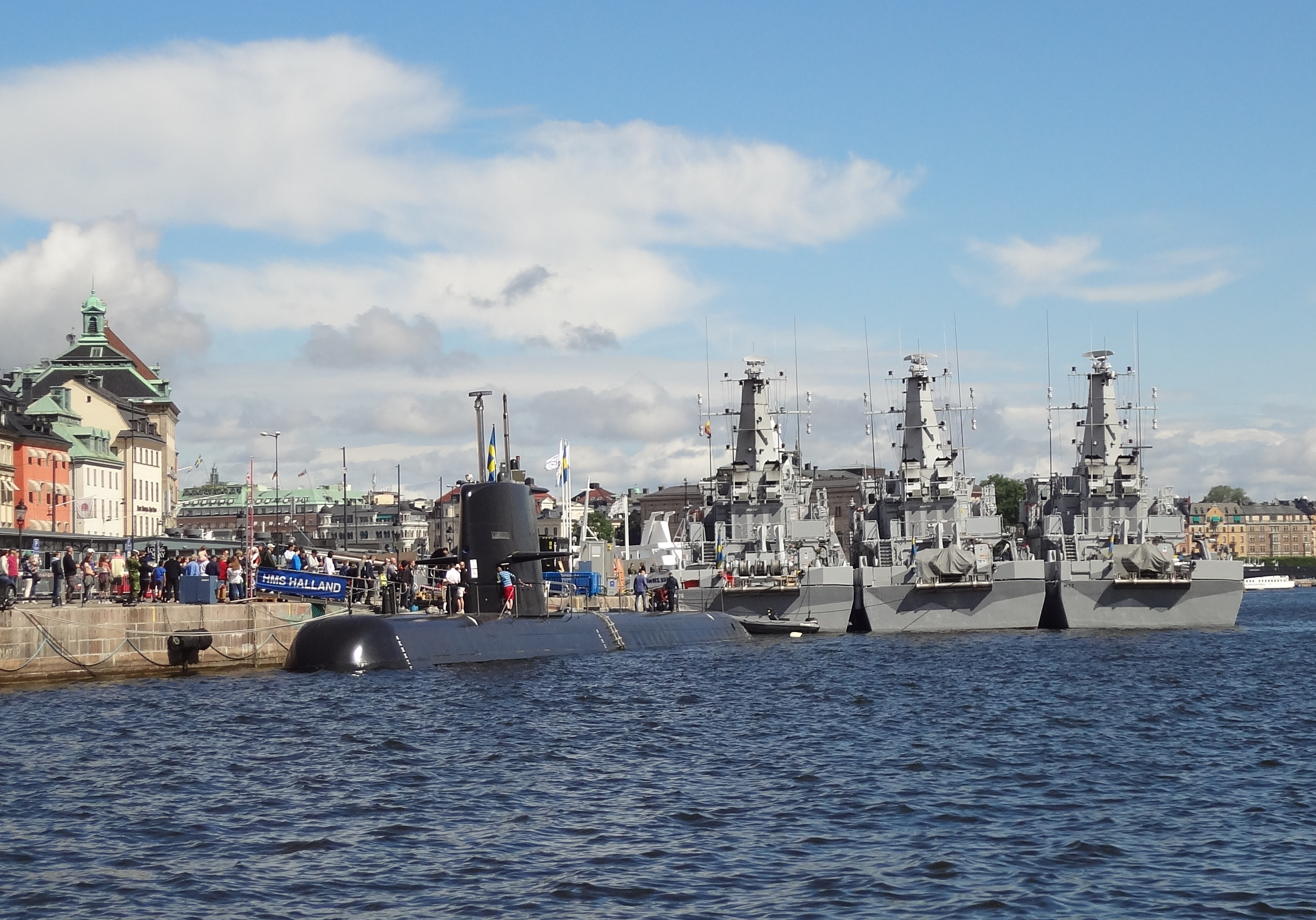
HMS Halland
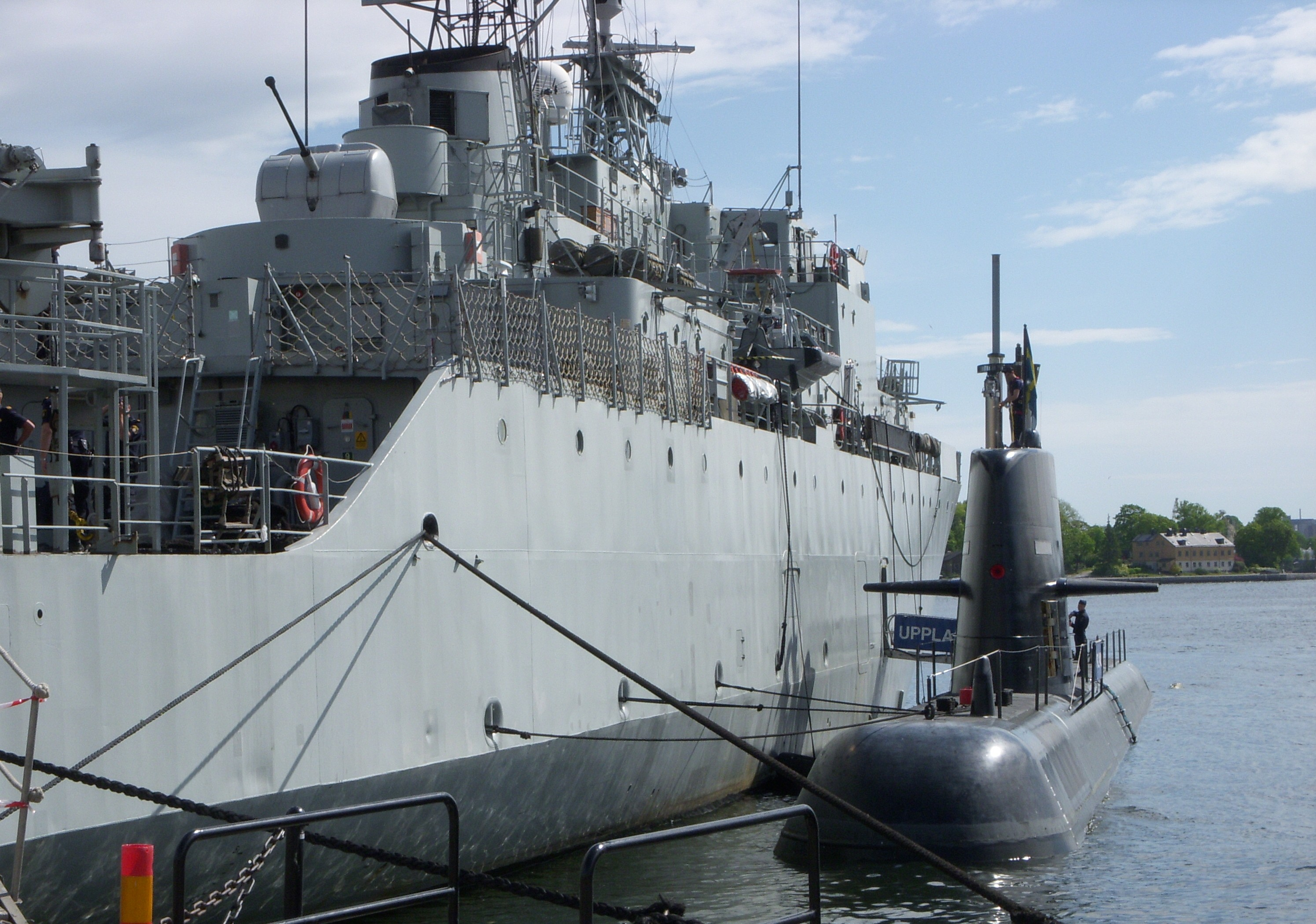
HMS Uppland